# Ratschendorf
Ratschendorf est une commune autrichienne du district de Südoststeiermark en Styrie.